# Endliche Menge
In der Mengenlehre, einem Teilgebiet der Mathematik, ist eine endliche Menge eine Menge mit endlich vielen Elementen. So ist beispielsweise die Menge
{\displaystyle M\,=\,\{4,6,2,8\}}
eine endliche Menge mit vier Elementen. Die leere Menge hat gemäß ihrer Definition keine Elemente, d. h. die Anzahl der Elemente ist {\displaystyle 0}, sie gilt daher auch als endliche Menge. Die Mächtigkeit oder Kardinalität, geschrieben {\displaystyle |M|} für eine Menge {\displaystyle M}, einer endlichen Menge wird mit einer natürlichen Zahl (unter Einbeziehung der Null) identifiziert. Beispielsweise schreibt man dann {\displaystyle |M|=4}, um auszudrücken, dass {\displaystyle M} aus vier Elementen besteht.
Eine Menge, die nicht endlich ist, wird als unendliche Menge bezeichnet.

## Definition

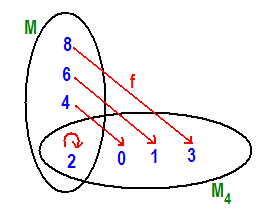
Die durch die roten Pfeile angedeutete Bijektion zeigt und somit die Endlichkeit von

Eine Menge {\displaystyle M} heißt endlich, wenn es eine natürliche Zahl {\displaystyle n} gibt, sodass eine Bijektion (eine Eins-zu-eins-Zuordnung)
{\displaystyle f\colon M\rightarrow N_{n}\quad :=\{m\in \mathbb {N} _{0}\,\mid \,m<n\}\;=\;\{0,1,2,3,\dotsc ,n-1\}}
zwischen {\displaystyle M} und der Menge {\displaystyle N_{n}} aller natürlichen Zahlen kleiner als {\displaystyle n} existiert. 
Insbesondere ist die leere Menge {\displaystyle \emptyset :=\{\}} endlich, da eine Bijektion zwischen {\displaystyle \emptyset } und der leeren Menge {\displaystyle N_{0}} (alle natürlichen Zahlen kleiner als {\displaystyle 0}, solche existieren nicht) trivialerweise existiert.
So ist zum Beispiel die Menge
{\displaystyle M\,=\,\{4,6,2,8\}}
endlich, da eine Bijektion zur Menge
{\displaystyle N_{4}\,=\,\{0,1,2,3\}}
existiert, siehe etwa nebenstehende Abbildung.
Bei dieser aufzählenden Mengennotation kommt es auf die Reihenfolge nicht an. Ferner wird ein mehrfach genanntes Element nur einmal mit einbezogen. Es ist also beispielsweise
{\displaystyle M\,=\,\{4,6,2,8\}\,=\,\{2,4,6,8\}\,=\,\{4,8,6,2,6,8\}\,=\,\{4,8,6,2,6,4,6,4,6,4,6,4,\dotsc \}}.
Für die Menge aller natürlichen Zahlen
{\displaystyle \mathbb {N} _{0}=\{0,1,2,3,\dotsc \}}
existiert hingegen keine solche Bijektion auf eine endliche Menge, die Menge {\displaystyle \mathbb {N} _{0}} ist daher unendlich.

## Grundlegende Eigenschaften endlicher Mengen
- Jede Teilmenge einer endlichen Menge {\displaystyle A} ist ebenfalls endlich.
- Ist insbesondere {\displaystyle A} eine endliche Menge und {\displaystyle B} eine beliebige Menge, dann sind sowohl die Schnittmenge {\displaystyle A\cap B} als auch die Differenzmenge {\displaystyle A\setminus B} endliche Mengen, denn beides sind Teilmengen von {\displaystyle A}.
- Sind {\displaystyle A,B} endliche Mengen, so ist auch ihre Vereinigungsmenge {\displaystyle A\cup B} endlich. Für ihre Mächtigkeit gilt
     {\displaystyle |A\cup B|=|A|+|B|-|A\cap B|}.
Sind {\displaystyle A} und {\displaystyle B} endlich und disjunkt, also {\displaystyle A\cap B=\emptyset ,} so hat man
     {\displaystyle |A\cup B|=|A|+|B|=|A\,{\dot {\cup }}\,B|}.
- Allgemein ist eine Vereinigung endlich vieler endlicher Mengen wieder eine endliche Menge. Ihre Mächtigkeit ist durch das Prinzip von Inklusion und Exklusion gegeben.
- Ist {\displaystyle A} unendlich und {\displaystyle B} endlich, so ist {\displaystyle A\setminus B} unendlich.
- Die Potenzmenge {\displaystyle {\mathcal {P}}(A):=\{U\mid U\subseteq A\}} einer endlichen Menge {\displaystyle A} hat eine höhere Mächtigkeit als die Menge selbst, ist aber immer noch endlich; es gilt {\displaystyle |{\mathcal {P}}(A)|=2^{|A|}}.
- Das kartesische Produkt {\displaystyle A\times B} endlicher Mengen ist endlich. Seine Mächtigkeit ist höher als die aller beteiligter Faktoren, wenn kein Faktor leer ist und mindestens zwei Faktoren eine Mächtigkeit größer {\displaystyle 1} haben. Für endliche Mengen {\displaystyle A,B} gilt {\displaystyle |A\times B|=|A|\cdot |B|}. Allgemeiner ist ein kartesisches Produkt endlich vieler endlicher Mengen wieder eine endliche Menge.

## Dedekind-Endlichkeit
Eine andere Unterscheidung zwischen endlichen und unendlichen Mengen stammt von Dedekind. Er definierte:
Eine Menge {\displaystyle M} heißt endlich, wenn sie zu keiner echten Teilmenge gleichmächtig ist, anderenfalls unendlich.
Man spricht heute von Dedekind-Endlichkeit bzw. Dedekind-Unendlichkeit.
Um nun zu zeigen, dass jede endliche Menge auch Dedekind-endlich ist, genügt es, Folgendes zu zeigen:
1. Die leere Menge ist zu keiner echten Teilmenge gleichmächtig.
2. Wenn {\displaystyle M} zu keiner echten Teilmenge gleichmächtig ist, dann ist auch {\displaystyle M\cup \{a\}} zu keiner echten Teilmenge (von sich selbst) gleichmächtig.

(Punkt 1 ist klar, da die leere Menge keine echten Teilmengen hat. Zu Punkt 2 muss man zeigen, dass man aus einer Bijektion {\displaystyle f'} zwischen der Menge {\displaystyle M':=M\cup \{a\}} und einer echten Teilmenge {\displaystyle U'} von {\displaystyle M'} eine Bijektion {\displaystyle f} zwischen {\displaystyle M} und einer echten Teilmenge {\displaystyle U} gewinnen kann.)
Umgekehrt ist jede Dedekind-endliche Menge {\displaystyle A} auch endlich, denn wäre {\displaystyle A} unendlich, so könnte man mit Hilfe des Auswahlaxioms eine Folge {\displaystyle F:=(a_{0},a_{1},a_{2},\dotsc )=\left(a_{n}\right)_{n\in \mathbb {N} _{0}}} von paarweise verschiedenen Elementen {\displaystyle a_{n}\in A} finden. Die Abbildung
| {\displaystyle f\colon A\rightarrow A\setminus \{a_{0}\},\quad a\mapsto {\begin{cases}\\\\\end{cases}}} | {\displaystyle a_{n+1}} | für {\displaystyle a\in F,} {\displaystyle a_{n}=a} |
| {\displaystyle f\colon A\rightarrow A\setminus \{a_{0}\},\quad a\mapsto {\begin{cases}\\\\\end{cases}}} | {\displaystyle a}       | für {\displaystyle a\not \in F}                     |
ist wohldefiniert, denn, wenn {\displaystyle a\in F}, dann gibt es ein {\displaystyle n\in \mathbb {N} _{0}} mit {\displaystyle a_{n}=a} und dieses ist eindeutig. Sie zeigt, dass {\displaystyle A} zur echten Teilmenge {\displaystyle A\setminus \{a_{0}\}} gleichmächtig und damit nicht Dedekind-endlich ist – im Widerspruch zur Voraussetzung.

## Erblich endliche Mengen
Eine Menge {\displaystyle A} heißt erblich endlich, wenn die transitive Hülle endlich ist. Das heißt, dass nicht nur {\displaystyle A} endlich ist, sondern auch alle Elemente aus {\displaystyle A} endliche Mengen sind, und deren Elemente ebenfalls endliche Mengen sind, und so weiter.
Nach Definition sind alle erblich-endlichen Mengen endlich. Die Umkehrung gilt nicht, so ist etwa {\displaystyle \{\mathbb {N} _{0}\}} eine endliche Menge, denn sie enthält als einziges Element {\displaystyle \mathbb {N} _{0}}, aber das Element {\displaystyle \mathbb {N} _{0}} selbst ist nicht endlich.
In der abstrakten Mengenlehre werden die natürlichen Zahlen als erblich endliche Mengen eingeführt:
{\displaystyle {\begin{aligned}0&:=\emptyset \\1&:=\{\emptyset \}=\{0\}\\2&:=\{\emptyset ,\{\emptyset \}\}=\{0,1\}\\3&:=\{\emptyset ,\{\emptyset \},\{\emptyset ,\{\emptyset \}\}\,\}=\{0,1,2\}\\&\vdots \\n&:=\{0,1,\dotsc ,n-1\}=N_{n}\end{aligned}}}
Damit sind die natürlichen Zahlen selbst endliche Mengen, sogar erblich endlich, und es gilt {\displaystyle |n|=n} für jede natürliche Zahl {\displaystyle n}, wobei hier die senkrechten Striche nicht für die Betragsfunktion stehen, sondern für die Mächtigkeit. Das ist der Grund, warum oben in der Einleitung bei der Definition der Gleichmächtigkeit die Menge {\displaystyle \{0,1,\dotsc ,n-1\}} an Stelle von {\displaystyle \{1,2,\dotsc ,n\}} gewählt wurde. Letzteres wäre zwar auch richtig gewesen, aber die getroffene Wahl passt besser zur Definition der natürlichen Zahlen, wonach eine Menge die Mächtigkeit {\displaystyle n} hat, wenn sie zu {\displaystyle n:=N_{n}} gleichmächtig ist.
Durchschnitte, Vereinigungen und Produkte erblich endlicher Mengen sind wieder erblich endlich. Die Menge aller erblich endlichen Mengen ist genau die Stufe {\displaystyle V_{\omega }} der Von-Neumann-Hierarchie der Zermelo-Fraenkel-Mengenlehre.

## Weitere Endlichkeitsbegriffe
Die Endlichkeit einer Menge lässt sich auch ordnungstheoretisch fassen. Hier ist insbesondere das auf Alfred Tarski zurückgehende Konzept der Tarski-Endlichkeit zu nennen.